# ナジベ・アイユビ
ナジベ・アイユビ（ダリー語: نجیبه ایوبی、1968年 - ）は、アフガニスタンのジャーナリスト、人権活動家。

## 生涯
ナジベを含むアイユビ家は、タリバン政権が誕生した1996年にイランへと移住し、アフガニスタン難民の子どものための学校を設立した。
2001年にタリバン政権が崩壊したことをきっかけに。、ヨーロッパ移住を断りアフガニスタンへと戻った。セーブ・ザ・チルドレンでの仕事を経て、リキッド・グループの取締役社長に就任した。